# Philophylla seychellensis
Philophylla seychellensis
 es una especie de insecto del género Philophylla de la familia Tephritidae del orden Diptera. 
Lamb la describió científicamente por primera vez en el año 1914.